# Мартово
Мартово (укр. Мартове, до 2016 г. — Благоево) — село, относится к Великомихайловскому району Одесской области Украины.
Население по переписи 2001 года составляло 207 человек. Почтовый индекс — 67154. Телефонный код — 8-04859. Занимает площадь 0,39 км². Код КОАТУУ — 5121683703.

## Местный совет
67154, Одесская обл., Великомихайловский р-н, с. Першотравневое, ул. Димитрова, 3